# Bo Henriksen
Bo Henriksen (født 7. februar 1975) er en dansk tidligere fodboldspiller og fodboldtræner, der er chef for den tyske Bundesligaklub Mainz 05. Han har tidligere været   cheftræner for superligaklubberne FC Midtjylland og AC Horsens og for schweiziske FC Zürich.

## Spillerkarriere
Bo Henriksen har spillet over 100 Superligakampe for OB og Herfølge Boldklub, men han startede sin karriere i OKS, hvorfra han fortsatte til Boldklubben Frem og senere OB og Herfølge.
Han var med til at vinde det danske mesterskab med Herfølge, inden han af Jan Mølby blev hentet til engelsk fodbold for at spille for Kidderminster. I de seneste år spillede han i Bristol Rovers, Køge Boldklub, B.93, samt i de islandske klubber Frem Reykjavik og ÍBV.

## Trænerkarriere
Fra 2007 til 2014 var Bo Henriksen først spillende træner siden træner for Brønshøj Boldklub, med hvem han rykkede op i 1. division i 2010.
Han blev træner pr dato 2014 i AC Horsens.
Eftersom Bo Henriksens kontrakt med AC Horsens stod til at udløbe i 2021 udtalte Henriksen til medierne at han ikke vil forlænge hans aftale hvilket udløste en fyring kort inden sæsonstart i 20/21 sæsonen hvor Henriksen blevet erstattet af Jonas Dal i AC Horsens.
Bo Henriksen blev en måned efter fyringen i AC Horsens ansat som fodboldekspert på NENT kanalerne TV3 Sport & TV3+ primært dækning af Superligakampene & på Offside som en del af ekspertpanelet sammen med Kenneth Emil Petersen. Henriksen nåede at være fodboldekspert på NENT frem til slutningen af sæson 20/21.
Mandag d. 30.maj2021 blev Bo Henriksen præsenteret som ny cheftræner for superligaklubben FC Midtjylland som afløser for Brian Priske. Henriksen har skrevet under på en 3-årig aftale med klubben.
Torsdag d. 28. juli 2022 klokken 12 meddelte administerende direktør Claus Steinlein  og sportschef Svend Gravesen på et pressemøde, at man pr. dags dato har opsagt sammenarbejdet med Bo Henriksen. Den midlertidige afløser er assistent Henrik Jensen.
Han fik efterfølgende jobbet som cheftræner i FC Zürich. Efter succes i Zürich fik Bo Henriksen i februar 2024 tilbuddet om cheftrænerstillingen i Mainz 05, hvorefter aftalen med Zürich blev ophævet, og Henriksen overtog stillingen i Tyskland.

## Titler
- Herfølge
  - Superligaen: 1999/2000
- FC Midtjylland
  - DBU Pokalen: 2022